# A Most Violent Year
A Most Violent Year (bra: O Ano Mais Violento; prt: Um Ano Muito Violento) é um filme estadunidense de 2014, do gênero drama, escrito e dirigido por J.C. Chandor. Estrelado por Oscar Isaac e Jessica Chastain com Alessandro Nivola, David Oyelowo, Albert Brooks, e Catalina Sandino Moreno. Ele teve sua estréia mundial no AFI Fest de abertura em 6 de novembro de 2014, e foi lançado nos cinemas em 31 de dezembro de 2014.

## Sinopse
Nova Iorque, 1981. Em um dos invernos mais violentos da história da
cidade, o imigrante Abel Morales (Oscar Isaac) e sua esposa, Anna (Jessica Chastain), tentam prosperar nos negócios, mas não conseguem escapar da corrupção, decadência e brutalidade que dominam a região.

## Elenco
- Oscar Isaac como Abel Morales
- Jessica Chastain como Anna Morales
- Alessandro Nivola como Peter Forente
- David Oyelowo como Lawrence
- Albert Brooks como Andrew Walsh
- Catalina Sandino Moreno como Luisa
- Ashley Williams como Lange
- Elyes Gabel  como Julian
- Jerry Adler como Josef
- Christopher Abbott como Louis Servidio
- Elizabeth Marvel como Mrs. Rose
- Peter Gerety como Bill O'Leary
- Glenn Fleshler como Arnold Klein
- David Margulies como Saul Lefkowitz
- Annie Funke como Lorraine Lefkowitz
- Patrick Breen como Instrutor